# Loveridge' honingzuiger
Loveridge' honingzuiger (Cinnyris loveridgei; synoniem: Nectarinia loveridgei) is een zangvogel uit de familie Nectariniidae (honingzuigers). De vogel is vernoemd naar de Britse bioloog Arthur Loveridge, die het type-exemplaar verzamelde. Het is een bedreigde, endemische vogelsoort in Tanzania.

## Kenmerken
De vogel is 11 cm lang. Het is een kleine soort honingzuiger met een gebogen snavel. Het mannetje is van boven iriserend groen. Over de borst loopt een smalle paarse band, met daaronder een driehoekige, oranjerode vlek die geleidelijk naar de flanken en de buik toe verandert in geel. Het vrouwtje is van boven olijfgroen, de kop is dof groenig grijs en van onder is het vrouwtje vuilgeel.

## Verspreiding en leefgebied
Deze soort is endemisch in het Ulugurugebergte in oostelijk Tanzania. Het leefgebied bestaat uit hellingbossen tussen de 1200 en 2560 m boven zeeniveau en komt eigenlijk alleen nog voor in het Uluguru natuurreservaat.

## Status
Loveridges honingzuiger heeft een beperkt verspreidingsgebied en daardoor is de kans op uitsterven aanwezig. De grootte van de populatie werd in 2016 door BirdLife International geschat op 21 tot 166 duizend individuen en de populatie-aantallen nemen af door habitatverlies. Het leefgebied wordt aangetast door ontbossing waarbij natuurlijk bos wordt omgezet in gebied voor agrarisch gebruik. Om deze redenen staat deze soort als bedreigd op de Rode Lijst van de IUCN.